# محمد سالمین
محمد سالمین (عربی: محمد احمد يوسف سالمين؛ زادهٔ ۴ نوامبر ۱۹۸۰) بازیکن فوتبال اهل بحرین بود.
از باشگاه‌هایی که در آن بازی کرده‌است می‌توان به باشگاه فوتبال الظفره، باشگاه ورزشی العربی قطر، و باشگاه ورزشی المحرق اشاره کرد.
وی همچنین در تیم‌های ملی فوتبال زیر ۱۷ سال بحرین و بحرین بازی کرده‌است.